# Nikolaj Alexandrovič Dobroljubov
Nikolaj Alexandrovič Dobroljubov (rusky Николай Александрович Добролюбов; 24. lednajul./ 5. února 1836greg. Nižnij Novgorod – 17. listopadujul./ 29. listopadu 1861greg. Petrohrad) byl ruský literární kritik, publicista, filosofující materialista a revoluční demokrat.

## Životopis
V roce 1856 se seznámil s N. G. Černyševským a N. A. Někrasovem, s nimiž přispíval do časopisu Sovremennik. Psal především satiry, parodie, fejetony, kritické stati. Zemřel na tuberkulózu ve věku 25 let.

## Názory
Spolu s Černyševským byl ideologem rolnické revoluce v Rusku. Dobroljubov, když rozvíjel Bělinského myšlenku o vykořisťovatelské podstatě kapitalismu, napsal, že dělnická třída v kapitalistických zemích je vystavena dvojímu útlaku — útlaku buržoazie a statkářů, kteří se proti ní spojili. S vítězstvím kapitalismu se mění jen forma vykořisťování, stává se rafinovanější, ale její podstata zůstává stejná.
Dobroljubov byl významným literárním kritikem. Rozvinul estetické ideje a principy Bělinského, Gercena a Černyševského, aplikoval je při rozboru umělecké tvorby Ostrovského, Gončarova, Turgeněva, Nikitina, Dostojevského, Saltykova-Ščedrina. Širokou popularitu v Rusku získala Dobroljubovova stať Paprsek světla v říši temna, jejíž název se stal frazémem.

## Hodnocení
Klasikové marxismu-leninismu zdůrazňovali význam tvorby N.A.Dobroljubova. Karl Marx psal, že staví Dobroljubova jako spisovatele „do jedné řady s Lessingem a Diderotem“. Friedrich Engels nazýval Dobroljubova a Černyševského „socialistickými Lessingy“. Československý historik Julius Dolanský psal, že Dobroljubov „patří obdivuhodné řadě ruských lidí, kteří už ve své době viděli daleko dopředu a byli mluvčími pokroku“. Dle T. G. Masaryka
| „                                               | Dobroljubov také svých politických a socialistických zásad nenabyl filozoficky; v tom je zcela závislý na Černyševském. [...] Silných, originálních idejí Dobroljubov nepřinesl, ale byl to silný literární propagátor, jakých doba potřebovala. | “ |
| — Tomáš Garrigue Masaryk. Rusko a Evropa, sv. 2 | |   |

V sovětské éře byl Dobroljubov pro své kritické názory ceněn, v současnosti je téměř zapomenut.

## České překlady
- DOBROLJUBOV, Nikolaj Aleksandrovič. Oblomovština: kritický rozbor románu "Oblomov" od J.A. Gončarova. Překlad Vilém Mrštík. Praha: Rozhledy, 1896. 55 s. cnb001050000.
- DOBROLJUBOV, Nikolaj Aleksandrovič. Vybrané literární stati. 1., autoris. vyd. Praha: Svoboda, 1950. 316 s. cnb000677346.